# Ludwika Jędrzejewicz
Ludwika Jędrzejewicz (6 d'abril de 1807 – 29 d'octubre de 1855), de nom Ludwika Chopin, música i escriptora polonesa, germana gran del compositor Frédéric Chopin i curadora de la seva obra.

## Formació i activitat artística
Ludwika Chopin va néixer a Varsòvia i era filla de Nicolas Chopin i de Justyna. Des de ben petita va mostrar talent per a la música i la literatura. Igual que el seu germà Frédéric, va estudiar música amb Wojciech Żywny. i va participar activament en la vida cultural de Varsòvia. Les seves composicions, que no s'han conservat, foren elogiades moltes vegades pel seu germà. El 1825 Frédéric va escriure al seu amic i company d'escola Gen Białobłocki: "Ludwika ha compost una mazurek (masurca) perfecta, d'un tipus que Varsòvia encara no ha ballat." També va escriure literaturaː va publicar una novel·la didàctica per a nens, Ludwik i Emilia (1828), escrita juntament amb la seva germana Emilia, i un llibre de dos volums escrit amb la seva germana Izabella, El senyor Wojciech, un model de treball i estalvi (1836), que es va reeditar diverses vegades. També va escriure individualment alguns llibres didàctics, com ara Notícies breus de ciències naturals i alguns invents principals (1848), dirigit "al poble i les escoles elementals".

## Acompanyament del seu germà
De tots els germans, va ser la més propera a Frédéric, i esdevingué la seva confident i protectora de per vida. De petita, ella li ensenyà a llegir i escriure en polonès i francès, i a tocar el piano. El precoç geni musical de Frédéric Chopin es pot atribuir a la influència de la seva germana Ludwika. L'extensa correspondència de tots dos germans proporciona molta informació per a estudis biogràfics sobre el compositor. Ludwika Chopin no tan sols es va ocupar del seu germà malalt, sinó que també va gestionar el seu patrimoni material i artístic.
Quan el seu germà va emigrar a París el 1830, van seguir comunicant-se per carta sovint, i ella el va visitar en una ocasió. Més tard, quan la salut de Frédéric havia començat a deteriorar-se ràpidament, va demanar que Ludwika anés al seu costat i es quedés amb ell. Ella va arribar a París el 8 d'agost de 1849 amb la seva filla i el seu marit, l'advocat Józef Jędrzejewicz, però el seu marit aviat tornà a Polònia. Ludwika estava amb Frédéric quan va morir el 17 d'octubre de 1849. Ella es quedà més temps per ocupar-se d'una sèrie de tràmits, en particular de la subhasta dels béns de Frédéric. A més, des de París, portà el cor de Chopin, que amagà en una urna en la cruïlla fronterera entre Prússia i Polònia, i el col·locà a la cripta de la Bazylika Świętego Krzyża w Warszawie (Església de la Santa Creu de Varsòvia).

## Vida personal
Ludwika i Józef tingueren quatre fills: Henryk (1833-1899), Ludwika Magdalena (1835-1890), Fryderyk (1840), Antoni (1843). Després del segon viatge de Ludwika a París, el seu matrimoni començà a deteriorar-se. El seu marit la va acusar de posar la seva família abans de la resta, i durant molts anys Józef la va tractar malament. Així va continuar la relació fins a la mort de Józef el 1853. Ludwika va morir en una epidèmia de pesta el 1855, a casa seva, a Varsòvia.